# Стрежнев, Кирилл Савельевич
Кири́лл Саве́льевич Стре́жнев (18 июня 1954, Ленинград — 27 августа 2022, Екатеринбург) — советский и российский театральный режиссёр, народный артист Российской Федерации (2004).

## Биография
Окончил факультет драматического искусства в Ленинградском институте театра, музыки и кинематографии (курс И. А. Гриншпуна) в 1977 году. В том же году в качестве режиссёра-постановщика был приглашён в Свердловский театр музыкальной комедии, где проработал до 1981 года.
С 1981 работал в Ленинградском театре музыкальной комедии, где осуществил три постановки, также ставил и в других театрах страны. Начал заниматься педагогической деятельностью в Ленинградском музыкальном училище в качестве педагога по актёрскому мастерству.
В 1986 году стал главным режиссёром Свердловского театра музкомедии. С 1987 года — заведующий кафедрой музыкального театра в Свердловском государственном театральном институте (Екатеринбургский государственный театральный институт — с 1991 года), профессор (1999), как руководитель курса осуществил четыре полных выпуска. В 2002 году К. С. Стрежневу предложено возглавить Комиссию по оперетте и мюзиклу кабинета музыкальных театров СТД РФ.
Скончался 27 августа 2022 года. Похоронен на Широкореченском кладбище Екатеринбурга.

## Постановки
Свердловский театр музкомедии
- 1977 — «Поздняя серенада» В. Ильина
- 1977 — «Во всём виноваты сардинки» Ю. Таларчика
- 1978 — «Старые дома» О. Фельцмана
- 1978 — «Фиалка Монмартра» И. Кальмана
- 1979 — «Жил-был Шельменко» В. Соловьёва-Седого
- 1980 — «Пенелопа» А. Журбина
- 1987 — «Беспечный гражданин» В. Затина
- 1987 — «Мадам Фавар» Ж. Оффенбаха
- 1987 — «О бедном гусаре» А. Петрова
- 1988 — «Конец света» А. Тровайоли
- 1988 — «Кошмарные сновидения Херсонской губернии» А. Затина на темы М. Кулиша
- 1989 — «Званый вечер с итальянцами» Ж. Оффенбаха
- 1989 — «Принцесса цирка» И. Кальмана
- 1990 — «Мистер Гилберт» А. Кузнецова
- 1990 — «Багдадский вор» Д. Тухманова
- 1991 — «Летучая мышь» И. Штрауса
- 1991 — «Любовь до гроба» А. Затина
- 1992 — «Кандид, или Оптимизм» Л. Бернстайна
- 1993 — «Цыганская любовь» Ф. Легара
- 1994 — «Жирофле-Жирофля» Ш. Лекока
- 1994 — «Оливер!» Л. Барта
- 1995 — «Девичий переполох» Ю. Милютина
- 1995 — «Дорога к Маю»
- 1996 — «Медведь! Медведь! Медведь!» Г. Седельникова
- 1997 — «Княгиня чардаша» И. Кальмана
- 1998 — «Ключ на мостовой» Ж. Оффенбаха
- 1998 — «Прекрасная Галатея» Ф. Зуппе
- 1998 — «Призрак оперетты» (концерт)
- 1999 — «Весёлая вдова» Ф. Легара
- 1999 — «Виват, молодые!» (концерт)
- 1999 — «Чёрт и девственница» А. Тровайоли
- 2000 — «The Beatles: Клуб одиноких сердец» The Beatles
- 2001 — «Женихи» И. Дунаевского
- 2002 — «Хелло, Долли!» Дж. Хермана
- 2003 — «Калиостро» И. Штрауса
- 2003 — «Парк советского периода» на музыку советских композиторов
- 2004 — «Ночь открытых дверей» Е. Кармазина
- 2005 — «Храни меня, любимая» А. Пантыкина
- 2007 — «www.силиконовая дура.net» А. Пантыкина
- 2007 — «Влюблённые обманщики» Й. Гайдна
- 2007 — «Свадьба Кречинского» А. Колкера
- 2009 — «Мёртвые души» А. Пантыкина
- 2009 — «Тётка Чарли» О. Фельцмана
- 2010 — «Как вернуть мужа» В. Ильина и В. Лукашова
- 2010 — «Кошка» В. Баскина
- 2011 — «Алые паруса» М. Дунаевского
- 2012 — «Белая гвардия» В. Кобекина
- 2012 — «Скрипач на крыше» Дж. Бока
- 2013 — «Однажды в Свердловске, или Секретное оружие» (ревю)
- 2013 — «Чирик кердык ку-ку» А. Пантыкина
- 2014 — «C’est la vie» Г. Опелки
- 2014 — «Летучая мышь» И. Штрауса
- 2015 — «Весёлые ребята» И. Дунаевского и М. Дунаевского
- 2015 — «Кружатся чайки» К. Кромского
- 2016 — «Декабристы» Е. Загота
- 2017 — «Орфей & Эвридика» А. Журбина
- 2018 — «Моцарт vs Сальери» Е. Кармазина
- 2020 — «Храни меня, любимая» А. Пантыкина
- 2021 — «Маленькая серенада» С. Сондхайма
- 2021 — «Мелодия двух морей» (концерт)

Московский театр оперетты
- 1998 — «Холопка» Н. Стрельникова[источник не указан 111 дней]

## Награды и звания
- золотая медаль имени А. Д. Попова — за режиссуру спектакля «Беспечный гражданин» (1989)[1];
- Заслуженный деятель искусств РСФСР (5 августа 1991) — за заслуги в области советского искусства[5];
- лауреат премии Губернатора Свердловской области — за постановку оперетты «Княгиня чардаша» (1998)[1];
- народный артист Российской Федерации (15 января 2004)[6];
- лауреат областного конкурса и фестиваля «Браво!» (1991, 1998, 2004, 2007, 2009, 2012, 2016)[1];
- лауреат премии «Золотая маска» в номинации «лучший режиссёр в жанре оперетта/мюзикл» (2008, 2011)[7]
- премия Правительства Российской Федерации в области культуры 2013 года (23 декабря 2013) — за постановку мюзикла «Мёртвые души» по мотивам произведений Н. В. Гоголя[8];
- почётная грамота Министерства культуры Свердловской области (2014)[1];
- премия «Легенда» Ассоциации музыкальных театров России за особый вклад в развитие музыкальных театров (2018)[1].